# Chemins de fer de l’Ouest

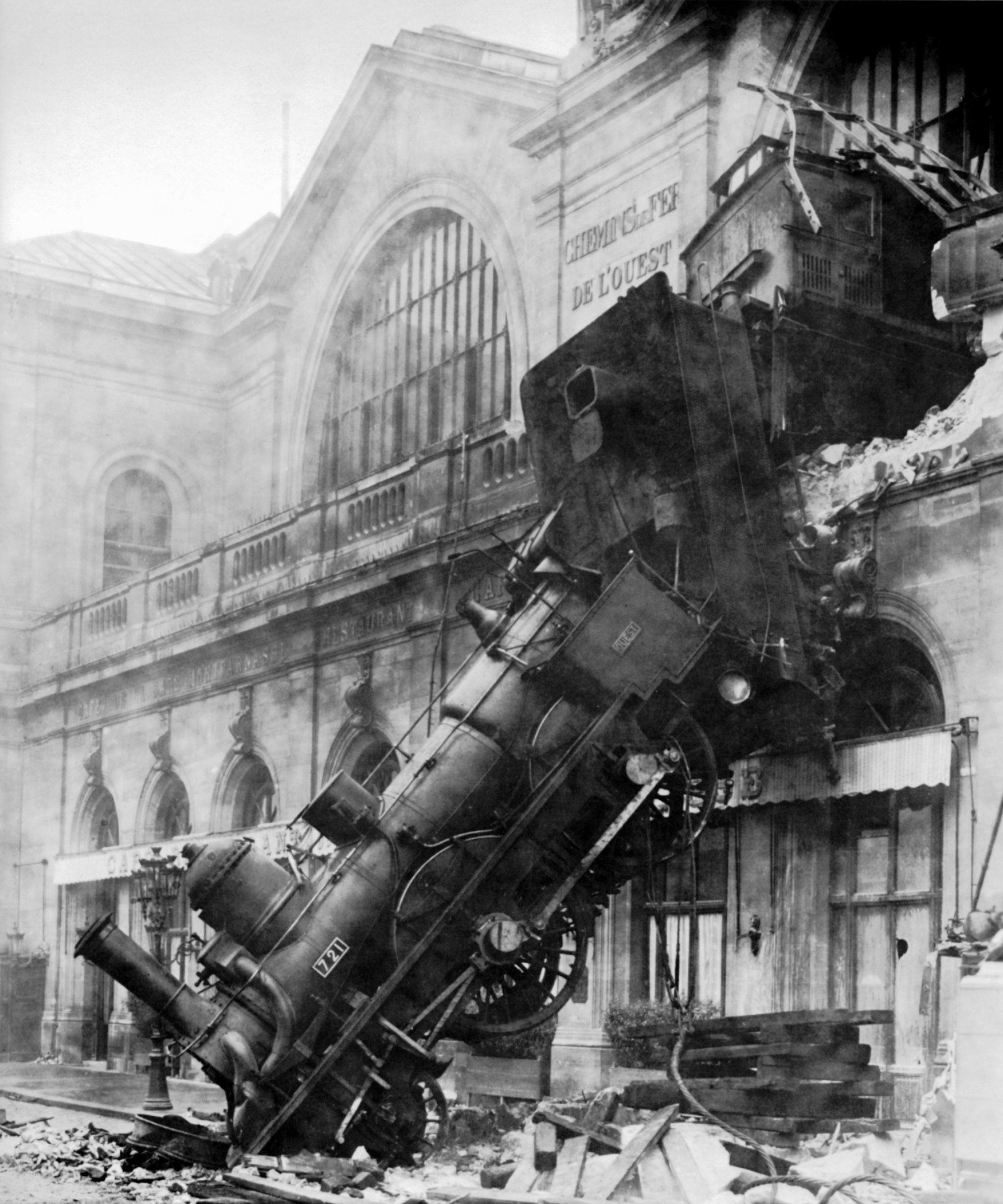
Az egyik leghíresebb kép egy vasúti balesetről: 1895, egy balesetet szenvedett Ouest mozdony a Paris-Montparnasse állomás előtt.

A Compagnie des chemins de fer de l’Ouest, más néven egyszerűen csak l’Ouest, egy francia vasúttársaság volt, amely 1855-től 1909-ig létezett.

## Földrajzi elhelyezkedés
A párizsi Saint-Lazare és Montparnasse vasútállomásokról az Ouest vonzáskörzete számos mellékvonallal Normandiáig és Bretagne-ig terjedt. Az Ouest vonalak összekötötték a Chemins de fer du Nord vonalait a Chemin de fer Paris-Orléans vonalaival.

## Története

### Alapítás
A társaságot 1855. április 7-én alapították több vasúttársaság egyesülésével, amelyek a Párizs-Versailles-Saint-Germain-en-Laye (Saint-Lazare állomással), Párizs-Rouen, Rouen-Le Havre, Párizs-Rennes és Párizs-Caen-Cherbourg fővonalakat adták. A társaságot létrehozó kormányrendelet támogatásokat és kamatgaranciákat is nyújtott, de arra is kötelezte a társaságot, hogy több mint 800 km új vonalat építsen Normandiában és Bretagne-ban. A koncesszióba adott vonalak hossza 1855-ben 2079 km volt.

### Bővítés
Az 1858. július 29-i és az 1859. június 11-i szerződéseket követően (1859. június 11-i rendelet) az Ouest kapta meg a Rouen-Amiens vonal koncesszióját a Norddal közösen, valamint a Párizs-Dieppe, Pont-l'Évêque-Trouville-sur-Mer és Laigle-Conches-en-Ouche vonalakat. Az "Ouest" további koncessziókat kapott 1863-ban 164 km-nyi vonalra, 1865-ben a Chemin de Fer de Petite Ceinture, a belső párizsi körvasút déli szakaszára ("Rive Gauche"), 1875-re pedig további közel 300 km vonalra. A koncessziós vonalak közül tízet a társaság költségén kellett megépíteni, 110 km-es kiterjedéssel. A fennmaradó négy vonalhoz támogatást nyújtottak. A hálózatot számviteli szempontból régi és új vonalra osztották, az utóbbiakra 50 évre 4,65%-os kamatgaranciát vállaltak. Ez azt jelentette, hogy az állam szükség esetén pótolta a vonalak hozama és a garantált kamatláb közötti különbséget.
1877-ben az Ouest volt az első vasúttársaság Franciaországban, amely kipróbálta a folyamatos légféket, amely 1880-tól fokozatosan felváltotta a fékezőt az egész országban.
Az 1883. július 17-i szerződés és az 1883. november 20-i törvény alapján az Ouest ismét koncessziót kapott 1185 km hosszúságú vonalakra, további 233 km hosszúságra feltételes koncessziót, valamint 200 km még meg nem határozott vonalra vonatkozó opciót. Ezenkívül az állam 877 km-t engedményezett az Ouestnek a Compagnie des chemins de fer de l'État (ETAT) állami vasúttársaság vonalaiból. Cserébe a társaság vállalta, hogy átveszi a kormány által meghatározott helyi vasutak üzemeltetését a körzetében.
A koncesszióba adott vonalhossz 1883 végén 5731 km volt, ebből 3917 km volt üzemben. A közgyűlés 1885-ben kilométerenként 10 000 frankos kiadást hagyott jóvá a kétvágányú vonalak építésére, az állam pedig 1956-ig támogatást ígért az erre a célra felvett kötvények kamatainak fedezésére. A közgyűlés továbbá engedélyezte a társaságnak, hogy részt vegyen egy keskeny nyomtávú bretoni vasúthálózatban, amely 97 km hosszú, méteres nyomtávú egyvágányú pályát jelentett volna. További vonali koncessziókat adtak 1902-ig.
A gőzmozdonyokat a társaság gyakran Nagy-Britanniából szerezte be. 1899-re az Ouest 1492 mozdonnyal, 4378 személyszállító kocsival és 26 487 tehervagonnal rendelkezett.

### Baleset
1895-ben a párizsi Montparnasse pályaudvaron vasúti baleset történt, amelyben az Ouest egyik mozdonya is érintett volt. A mozdony egy ütközőbak áthaladása után az állomás előkertjére zuhant. A fénykép, amelyen a lezuhant mozdony az állomás homlokzata előtt "kézen állva van" van, nagyon híres, és ma is gyakran felhasználják könyvekben és más kiadványokban.

### Államosítás
A vállalat a folyamatos terjeszkedés és az állam bizonyos területeken nyújtott támogatása ellenére többnyire gazdaságilag bizonytalan helyzetben volt, mivel Franciaország északnyugati, szerkezetileg gyenge, viszonylag kis forgalmú, de viszonylag hosszú útvonalakon közlekedő területeit szolgálta ki. Ez vezetett oda, hogy az állam végül kénytelen volt átvenni a vasútvonalakat. Az 1908. december 18-i törvény értelmében 1909. január 1-jén államosították az Ouestet, és a teendőket az ETAT állami vasúttársaság vette át. 1956-ig azonban az Ouest hivatalosan is fennmaradt, hogy adósságait teljes egészében visszafizesse. 1910 végére az államosított Ouest működő vasúti főhálózata 6068 km-t tett ki. Az egyesüléssel az 1878-ban néhány gyengélkedő vasút megmentésére alapított ETAT először kapott saját állomásokat Párizsban.